# Чемпионат мира по шорт-треку среди юниоров 2008
Чемпионат мира по шорт-треку среди юниоров 2008 года проходил с 11-13 января в Больцано (Италия).
Чемпионат включает в себя четыре дистанции — 500, 1000, 1500 и 1500 метров — суперфинал. На дистанциях сначала проводятся предварительные забеги, затем лучшие шорт-трекисты участвуют в финальных забегах. Чемпионом мира становится спортсмен, набравший наибольшую сумму очков по итогам четырёх дистанций. В случае равенства набранных очков преимущество отдаётся спортсмену занявшему более высокое место в суперфинале на дистанции 1500 м. Также проводятся с 2001 года эстафеты у девушек и у юношей на 2000 м. С 2019 года абсолютный чемпион не разыгрывается.

## Общий медальный зачёт
| Место | Страна           | Золото | Серебро | Бронза | Всего |
| ----- | ---------------- | ------ | ------- | ------ | ----- |
| 1     | Республика Корея | 9      | 6       | 3      | 18    |
| 2     | Китай            | 1      | 0       | 3      | 4     |
| 3     | Канада           | 0      | 1       | 3      | 4     |
| 4-6   | Италия           | 0      | 1       | 0      | 1     |
| 4-6   | Франция          | 0      | 1       | 0      | 1     |
| 4-6   | Великобритания   | 0      | 1       | 0      | 1     |
| 7     | Япония           | 0      | 0       | 1      | 1     |

## Медалисты

### Юноши
| Дисциплина        | Золото                           | Серебро                                  | Бронза                            |
| ----------------- | -------------------------------- | ---------------------------------------- | --------------------------------- |
| 500 м             | Ли Джун Су Республика Корея      | Гийом Блес Дюфур Канада                  | Сатоси Сакасита Япония            |
| 1000 м            | Ким Юн Джэ Республика Корея      | Ли Хан Бин Республика Корея              | Гийом Блес Дюфур Канада           |
| 1500 м            | Ким Юн Джэ Республика Корея      | Ли Джун Су Республика Корея              | Ли Хан Бин Республика Корея       |
| 1500 м суперфинал | Ким Юн Джэ Республика Корея      | Ли Джун Су Республика Корея              | Ли Хан Бин Республика Корея       |
| Многоборье        | Ким Юн Джэ Республика Корея      | Ли Джун Су Республика Корея              | Ли Хан Бин Республика Корея       |
| Эстафета-2000 м   | Ким Юн Джэ Ли Джун Су Ли Хан Бин | Серж Планше Сирилл Лафарж Максим Шатенье | Чэнь Шанпен Чэнь Синь Чжан Чжицян |

### Девушки
| Дисциплина        | Золото                                                 | Серебро                                          | Бронза                                                  |
| ----------------- | ------------------------------------------------------ | ------------------------------------------------ | ------------------------------------------------------- |
| 500 м             | Чжан Цичао Китай                                       | Элиза Кристи Великобритания                      | Марианна Сен-Желе Канада                                |
| 1000 м            | Но А Реум Республика Корея                             | Ли Ын Бюль Республика Корея                      | Сон Су Мин Республика Корея                             |
| 1500 м            | Но А Реум Республика Корея                             | Ли Ын Бюль Республика Корея                      | Чжан Цичао Китай                                        |
| 1500 м суперфинап | Но А Реум Республика Корея                             | Ли Ын Бюль Республика Корея                      | Арианна Фонтана Италия                                  |
| Многоборье        | Но А Реум Республика Корея                             | Ли Ын Бюль Республика Корея                      | Чжан Цичао Китай                                        |
| Эстафета-2000 м   | Республика Корея · Ли Ын Бюль · Но А Реум · Сон Су Мин | Арианна Фонтана Мартина Вальчепина Лючия Перетти | Марианна Сен-Желе Мари-Андрэ Мендес Кампо Валери Ламбер |